# Waterstones
Waterstones, anterior Waterstone's, este un lanț britanic de librării care operează aproximativ 250 de magazine, în principal în Marea Britanie și, de asemenea, în alte țări din apropiere. În februarie 2014 avea în jur de 3.500 de angajați în Marea Britanie și în restul Europei. Un magazin Waterstones de dimensiuni medii vinde o gamă de aproximativ 30.000 de cărți, precum și articole de papetărie și alte produse conexe.
Înființat în 1982 de către Tim Waterstone, după care a fost numită compania, lanțul de librării s-a extins rapid până când a fost vândut în 1993 către WHSmith. În 1998 Waterstones a fost cumpărat de un consorțiu compus de Waterstone, EMI & Advent International. Compania a fost luată sub tutela HMV Group, fuzionând mai târziu cu mărcile Dillons și Ottakar's în cadrul aceleiași companii. După mai mulți ani în care grupul a obținut rezultate financiare modeste, HMV a scos la vânzare lanțul de librării. În mai 2011 s-a anunțat că A&NN Capital Fund Management, deținut de miliardarul rus Aleksandr Mamut, a cumpărat lanțul de librării și l-a numit pe James Daunt ca director. Compania este înregistrată în Anglia și Țara Galilor ca Waterstones Booksellers Ltd, cu sediul social la 203-206 Piccadilly, Londra (unde se află, de asemenea, magazinul său emblematic). În afară de marca Waterstones, compania deține librăria londoneză Hatchards și magazinul irlandez Hodges Figgis.
Librăria a încheiat acorduri de concesiune cu Paperchase și anterior cu rețelele de cafenele Costa Cafea și Starbucks în unele magazine, dar din 2012 a introdus propriul său brand Café W. Pentru un timp, Waterstones a vândut ebook readere, având încheiat din 2012 un parteneriat cu Amazon pentru a vinde produsul Amazon Kindle, dar le-a scos ulterior de la vânzare din motive comerciale.
Waterstones acordă și sprijină diverse premii literare, inclusiv Children's Laureate și Waterstones Children's Book Prize.

## Legături externe
- Site web oficial
- Waterstones pe Twitter
- Waterstones pe Facebook